# Kuromasu

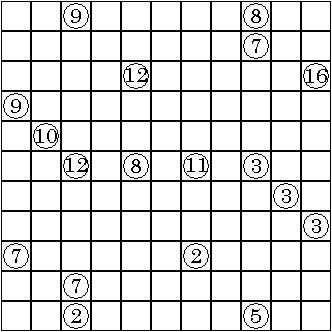
Beispiel eines Kuromasu

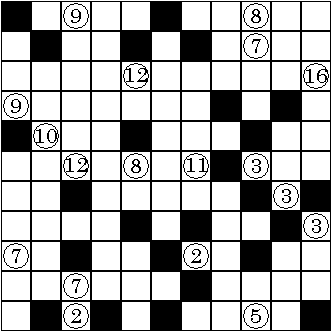
Zugehörige Lösung

Kuromasu (japanisch 黒マスはどこだ kuromasu wa doko da) ist ein Rätsel, das von der japanischen Zeitschrift Nikoli veröffentlicht wird. Kuromasu bedeutet übersetzt in etwa „Wo sind die schwarzen Felder“.
Kuromasu erschien zum ersten Mal in Puzzle Communication Nikoli 34 (Juni 1991).

## Regeln
Kuromasu wird auf einem rechteckigen Gitter von beliebiger Größe gespielt. Einige Quadrate sind mit Zahlen gekennzeichnet. Am Anfang sind alle Quadrate weiß. Ziel ist es, alle schwarzen Quadrate zu finden. Dabei gelten folgende Regeln:
- Zwei schwarze Quadrate dürfen nicht über eine Kante aneinandergrenzen
- Alle weißen Quadrate bilden ein zusammenhängendes Gebiet
- Quadrate mit einer Zahl sind immer weiß
- Die Zahl in einem Quadrat gibt die Zahl der weißen Felder an, die von diesem Quadrat aus waagrecht und senkrecht erreicht werden können, ohne über ein schwarzes Feld zu gehen. Dabei wird das Feld mit der Zahl selbst und alle anderen Felder mit Zahlen mitgezählt.

Normalerweise wird die Lösung eindeutig durch die vorgegebenen Zahlen festgelegt.

## Lösungsstrategie
Zur Lösung eines Kuromasu versucht man, nach und nach immer mehr Felder schwarz einzufärben, bis sich letztendlich die richtige Lösung ergibt. Oftmals ist es auch hilfreich, die Felder, die weiß bleiben müssen, kenntlich zu machen, beispielsweise durch einen kleinen schwarzen Punkt in der Mitte des Feldes.
Beginnen sollte man ein Kuromasu bei besonders großen oder kleinen Zahlen. Manchmal sind in ein Kuromasu so große Zahlen eingetragen, dass alle überhaupt von dieser Zahl aus vertikal und horizontal erreichbaren Felder weiß bleiben müssen.
Da schwarze Felder nicht über Kanten aneinanderangrenzen dürfen, müssen diese Nachbarfelder weiß bleiben. Die Tatsache, dass alle Zahlenfelder weiß bleiben müssen, hilft oftmals dabei zu entscheiden, in welcher Richtung das nächste schwarze Feld liegen muss.